# Tötung von Muhammad al-Durrah
Am 30. September 2000 wurde der zwölfjährige Muhammad al-Durrah (arabisch محمد الدرة Muḥammad ad-Durra) während Protesten im Gazastreifen getötet. Diese Proteste fanden am zweiten Tag der zweiten Intifada statt. Die Proteste und Unruhen in den Palästinensergebieten richteten sich gegen die Besetzung durch das israelische Militär. Jamal al-Durrah und sein Sohn Muhammad wurden von Talal Abu Rahma gefilmt, wie sie in einen Schusswechsel zwischen den israelischen Militäreinheiten und palästinensischen Sicherheitskräften gerieten. Talal Abu Rahma arbeitete damals als Kameramann für den Sender France 2. Die Aufnahmen zeigen, wie sie hinter einem Betonzylinder in Deckung gehen, wie der Junge weint, und der Vater mit den Händen winkt. Dann sind Schüsse zu hören und es wird Staub aufgewirbelt. Es wird auch gezeigt, wie Muhammad zusammenbricht, nachdem er getroffen wurde. Er erlag kurz darauf seinen Verletzungen.
59 Sekunden des Bildmaterials wurden in Frankreich im Fernsehen gezeigt; Charles Enderlin, der Chef des Büros in Israel, fügte eine Erklärung hinzu: Basierend auf Informationen des Kameramanns, sagte er Zuschauern, dass die al-Durrahs Ziel des Feuers von den israelischen Positionen gewesen seien und dass der Junge verstorben sei. Nach einem öffentlichen Begräbnis wurde der Junge von vielen Menschen aus der muslimischen Welt als Märtyrer gefeiert.
Die israelischen Streitkräfte übernahmen zuerst die Verantwortung für den Schusswechsel; sie gaben an, Palästinenser würden Kinder als menschliche Schutzschilde verwenden. Später sagten sie jedoch, sie seien nicht verantwortlich. Kritiker von Enderlins Reportage zweifelten auch ihre Genauigkeit an. Andere Journalisten von France 2, die das Rohmaterial gesehen hatten, sagten, die letzten Sekunden seien herausgeschnitten worden; dort sei zu sehen, wie Muhammad die Hand aus dem Gesicht nimmt. Sie sagten, Muhammad sei gestorben, aber dass das Bildmaterial dies nicht zeige. Einer der Nachrichteneditoren von France 2 sagte 2005, dass keiner sicher sein könne, welche Partei die tödlichen Schüsse abgegeben habe. Andere Kommentatoren, vor allem Philippe Karsenty, sagten, die Szene sei gestellt gewesen; France 2 verklagte ihn. Im Jahr 2013 wurde Karsenty zur Zahlung von 7000 Euro verurteilt. Ein Report der israelischen Regierung stützte seine Aussage.
Sowohl Jamal-al-Durrah als auch Charles Enderlin schlossen sich dieser Betrachtung nicht an und verlangten eine unabhängige internationale Untersuchung.
Das eigentliche Video erlangte Berühmtheit. Im Mittleren Osten wurden Briefmarken mit den Bildern gedruckt. Abu Ramahs Report der Ereignisse brachte ihm mehrere Preise ein, darunter den Roxy Peck Award im Jahr 2001.